# Alucita flavofascia
Alucita flavofascia är en fjärilsart som beskrevs av Inoue 1956. Alucita flavofascia ingår i släktet Alucita och familjen mångfliksmott, (Alucitidae). Inga underarter finns listade i Catalogue of Life.